# Сепинца
Сепинца (рум. Săpânța) — комуна у повіті Марамуреш в Румунії. До складу комуни входить єдине село Сепинца.
Комуна розташована на відстані 434 км на північний захід від Бухареста, 35 км на північ від Бая-Маре, 133 км на північ від Клуж-Напоки.
В селі розташований так званий «Веселий Цвинтар».

## Населення
За даними перепису населення 2002 року у комуні проживали 3267 осіб.
Національний склад населення комуни:
| Національність | Кількість осіб | Відсоток |
| -------------- | -------------- | -------- |
| румуни         | 3240           | 99,2%    |
| цигани         | 17             | 0,5%     |
| українці       | 8              | 0,2%     |
| угорці         | 2              | 0,1%     |

Рідною мовою назвали:
| Мова       | Кількість осіб | Відсоток |
| ---------- | -------------- | -------- |
| румунська  | 3245           | 99,3%    |
| циганська  | 17             | 0,5%     |
| українська | 3              | 0,1%     |
| угорська   | 2              | 0,1%     |

Склад населення комуни за віросповіданням:
| Релігія            | Кількість осіб | Відсоток |
| ------------------ | -------------- | -------- |
| православні        | 2936           | 89,9%    |
| адвентисти         | 257            | 7,9%     |
| греко-католики     | 65             | 2,0%     |
| п'ятдесятники      | 3              | 0,1%     |
| римо-католики      | 1              | < 0,1%   |
| реформати          | 1              | < 0,1%   |
| не вказали релігію | 2              | 0,1%     |

## Зовнішні посилання
- Дані про комуну Сепинца на сайті Ghidul Primăriilor